# Мехисси-Бенаббад, Махидин
Махидин Мехисси-Бенаббад (фр. Mahiedine Mekhissi-Benabbad; род. 15 марта 1985 года в Реймсе, Франция) — французский легкоатлет алжирского происхождения, который специализируется в беге на 3000 метров с препятствиями. Трёхкратный призёр Олимпийских игр (2008, 2012, 2016), двукратный призёр чемпионатов мира (2011 и 2013), многократный чемпион Европы.

## Биография
Имеет алжирское происхождение. Спортивную карьеру начал в 2004 году, когда на чемпионате мира по кроссу занял 61-е место в забеге юниоров и в этом же году выступил на чемпионате мира среди юниоров в беге на 3000 метров с/п, но не смог пройти дальше квалификации. В 2007 году принял участие на чемпионате мира в Осаке, но остановился на стадии предварительных забегов. На Олимпийских играх 2008 года выиграл серебряную медаль, уступив в финальном забеге кенийцу Бримину Кипруто. На мемориале Фанни Бланкерс-Кун 2009 года занял 2-е место.
Чемпион Европы 2010 года на дистанции 3000 метров с/п. На чемпионате мира в помещении 2010 года занял 8-е место на дистанции 1500 метров. В 2011 году установил личный рекорд на 3000 метров с/п — 8.02,09.
Победитель соревнований Weltklasse in Karlsruhe 2013 года в беге на 1500 метров с личным рекордом 3.36,95.

### Сезон 2014
На Чемпионате Европы 2014 года на дистанции 3000 метров с/п пришёл первым к финишу с большим преимуществом, при этом на финишной прямой снял майку с номером и взял её в зубы. За неспортивное поведение был дисквалифицирован.
5 сентября занял 2-е место на Мемориале Ван-Дамма, показав время 8.03,23.